# Sonic Belligeranza
Sonic Belligeranza est un label italien indépendant de musique électronique, créé en an 2000 par DJ Balli à Bologne.

## Historique
Né sous le signe du breakcore (mélange de rythmiques « black » tel que le drum and bass, le hip-hop ou le ragga et de sons « blancs », musique bruitiste, power noise) Sonic Belligeranza s'est rapidement spécialisé avec deux sous-étiquettes.
Répondant ainsi à la complexité du genre naissent en 2004 -Belligeranza, étiquette dédiée à un nouveau turntablism et +Belligeranza dédiée, elle, au conceptuel musique bruitiste. Entre autres artistes signés sur le label: FFF, ZombieFleshEater, N., Sandblasting, Kovert, Slaaam, Micropupazzo, Mat 64 & Pira 666, Økapi et évidemment DJ Balli sous tous ses pseudos.

### Discographie
- Sonic Belligeranza Discography
- +Belligeranza Discography
- -Belligeranza Discography